# الوسيلة (إسلام)
الوسيلة هي أعلی درجةٍ في الجنّة عند المسلمين كما ورد في الأحاديث الصحيحة عن النّبيّ محمّد ﷺ.

## صفتها
أعلیٰ درجةٍ في الجنّة، وينالها رجل واحد وهو النّبيّ، ويدعو المسلم بعد سماع الأذان للنّبيّ أنْ ينال الوسيلة فيقول «اللهم رب هذه الدعوة التامة والصلاة القائمة آت محمدا الوسيلة والفضيلة وابعثه اللهم المقام المحمود الذي وعدته إنك لا تخلف الميعاد» كما قال رسول الله:
- «سلوا اللهَ ليَ الوسيلةَ، قالوا يا رسولَ اللهِ،وما الوسيلةُ قال :أعلى درجةٍ في الجنةِ لا ينالها إلا رجلٌ واحدٌ أرجو أن أكونَ أنا هوَ».[1]
- «إذا سمعتُمُ المؤذِّنَ فقولوا مثلَ ما يقولُ. ثمَّ صلُّوا عليَّ. فإنَّهُ مَن صلَّى عليَّ صلاةً صلَّى اللَّهُ عليه بِها عشْرًا. ثمَّ سلوا اللَّهَ ليَ الوسيلَةَ. فإنَّها منزِلةٌ في الجنَّةِ لا تنبغي إلَّا لعبدٍ من عبادِ اللَّهِ. وأرجو أن أكونَ أنا هو. فمن سأل ليَ الوسيلةَ حلَّتْ لهُ الشَّفَاعةُ».[2]
- «إنَّ الوسيلةَ درجةٌ عندَ اللهِ ليس فوقَها درجةٌ فسَلُوا اللهَ عزَّ وجلَّ أنْ يُؤتِيَني الوسيلةَ على خَلْقِه»[3]